# Назаренко, Юрий Геннадьевич
Юрий Геннадьевич Назаренко (бел. Юрый Генадзьевіч Назаранка, 17 апреля 1976, Слоним, Гродненская область, БССР) — белорусский государственный деятель. Первый заместитель министра внутренних дел Республики Беларусь, генерал-майор с 2020 года. Фигурант санкционных списков ЕС, США, ряда других стран.

## Биография
Родился 17 апреля 1976 года в Слониме Гродненской области. Отец — офицер, служил в военно-воздушных силах. Семья переезжала вместе с отцом по разным точкам бывшего Советского Союза, а после распада СССР вернулась в Белоруссию.
В 1997 году окончил факультет внутренних войск Военной академии Республики Беларусь. По его окончании был распределён в 1-ю роту 3-й отдельной Краснознамённой бригады специального назначения (войсковая часть 3214), командовал ротой разведки специального назначения, был начальником штаба 1-го батальона, командиром 3-го батальона специального назначения этой воинской части. В 1998 году прошёл квалификационные испытания на право ношения крапового берета.
С 2007 по 2009 годы проходил обучение на командно-штабном факультете Военной академии Республики Беларусь. В июне 2009 года стал первым заместителем командира части — начальником штаба войсковой части 5526 в Бресте.
С марта 2010 года по октябрь 2014 года служил в различных подразделениях службы безопасности президента Беларуси.
В октябре 2014 года назначен командиром Специального отряда быстрого реагирования, в феврале 2016 года — командиром специального отряда быстрого реагирования 3-й отдельной Краснознамённой бригады специального назначения: 16 марта 2016 года министр внутренних дел Белоруссии Игорь Шуневич преобразовал Специальный отряд быстрого реагирования (СОБР) в войсковую часть 3032 в составе 3-й отдельной Краснознамённой бригады специального назначения. Решение утвердили по предложению командира СОБРа Назаренко, так как у отряда появились собственные службы.
С марта 2018 года руководил штабом службы безопасности Президента Беларуси. 15 октября 2019 года назначен заместителем Министра внутренних дел Республики Беларусь — командующим внутренними войсками. 18 июня 2020 года Назаренко присвоено воинское звание генерал-майора. 19 ноября 2020 года назначен первым заместителем Министра внутренних дел Республики Беларусь — начальником милиции общественной безопасности.
Назаренко командовал внутренними войсками, осуществившими беспрецедентно жестокое подавление мирных протестов после президентских выборов в Белоруссии 2020 года.

## Награды
- медаль «За отличие в воинской службе»,
- медаль «За безупречную службу» I, II и III степеней.

## Санкции ЕС, США и других стран
31 августа 2020 года включён в список лиц, на которых наложен бессрочный запрет на въезд в Латвию, пятилетний запрет на въезд в Эстонию и запрет на въезд в Литву в связи с тем, что своими действиями он организовал и поддержал фальсификацию президентских выборов 9 августа и последующее насильственное подавление мирных протестов. 29 сентября 2020 года Назаренко был внесён в санкционные списки Великобритании и Канады.
2 октября 2020 года Назаренко внесли в список специально обозначенных граждан и заблокированных лиц США и «Чёрный список ЕС». При обосновании введения санкций США было отмечено, что Назаренко несёт ответственность за действия, которые подрывают демократические процессы и институты в Беларуси: руководитель внутренних войск МВД, он находился на передовой, подавляя право на мирный протест, а также публично поблагодарил военнослужащих, участвовавших в разгоне протестов и журналистов в Минске. Совет Европейского союза при введении санкций отметил, что Назаренко как заместитель министра внутренних дел и командующий внутренними войсками отвечает за кампанию репрессий и запугивания, проводимую МВД, в частности внутренними войсками под его командованием, после президентских выборов 2020 года, в частности произвольные аресты и жестокое обращение, включая пытки, мирных демонстрантов, а также запугивания и насилия в отношении журналистов, оставаясь активным при режиме Лукашенко в качестве первого заместителя Министра внутренних дел — начальника милиции общественной безопасности.
13 октября 2020 года к октябрьскому пакету санкций ЕС присоединилась Швейцария, 20 ноября — Албания, Исландия, Лихтенштейн, Норвегия, Северная Македония, Черногория и Украина.